# Шлайден
Шлайден (нем. Schleiden) — город в Германии, в земле Северный Рейн-Вестфалия.
Подчинён административному округу Кёльн. Входит в состав района Ойскирхен.  Население составляет 13 287 человек (на 31 декабря 2010 года). Занимает площадь 122,09 км². Официальный код  —  05 3 66 036.
Город подразделяется на 24 городских района. На окраине одного из районов расположен бывший учебный лагерь нацистов Фогельзанг.